# Arachnanthus sarsi
Espèce
Arachnanthus sarsi est une espèce d'anémones de mer de la famille des Arachnactidae.

## Description
Arachnanthus sarsi est assez semblable à Cerianthus lloydii. Ses tentacules sont répartis en deux rangs d'une trentaine de tentacules chacun, formant une couronne de tentacules marginaux et une couronne de tentacules labiaux, plus courts et situés en périphérie de la bouche. Les tentacules marginaux sont orientés vers l'extérieur et les tentacules labiaux vers l'intérieur, ce qui donne à l'animal une forme conique caractéristique.